# Sekyere East
Sekyere East är ett distrikt i Ghana.   Det ligger i regionen Ashantiregionen, i den centrala delen av landet, 190 km nordväst om huvudstaden Accra. Antalet invånare är 162 498. Arean är 4 516 kvadratkilometer.
Terrängen i Sekyere East är kuperad åt nordost, men åt sydväst är den platt.